# Lincoln LaPaz
Lincoln LaPaz (Wichita, 12 febbraio 1897 – Albuquerque, 19 ottobre 1985) è stato un astronomo statunitense.
È stato un pioniere nello studio delle meteore.

## Biografia
Lincoln LaPaz ha studiato matematica al Fairmont College (oggi Wichita State University), dove ha conseguito il Bachelor of Arts nel 1920. Nel 1922 ha conseguito il Master all'Università di Harvard. Nello stesso anno si è sposato con Leota Ray Butler (da cui ha avuto due figli) e ha cominciato ad insegnare al Dartmouth College, dove è stato fino al 1925. Nel 1928 ha conseguito il Ph.D. all'Università di Chicago.
Dopo un breve periodo di insegnamento a Chicago, si è spostato all'Ohio State University, dove è diventato professore assistente nel 1930, professore associato nel 1936 e professore ordinario nel 1942.
Durante la seconda guerra mondiale ha lavorato come direttore tecnico della Operations Analysis Section della Second Air Force, ubicata in Nuovo Messico. In questo periodo ha sviluppato l'interesse per la balistica.
Conclusa la guerra, LaPaz si è trasferito come docente all'Università del Nuovo Messico. Tra il 1945 e il 1953 LaPaz è stato direttore del Department of Mathematics and Astronomy. Avendo sviluppato l'interesse per le meteore, ha fondato l'Institute of Meteoritics, di cui ha assunto la direzione, mantenuta per tutta la sua carriera.
Fra il 1953 e il 1962 LaPaz è stato direttore della Divisione di Astronomia dell'Università del Nuovo Messico.
Nel 1966 ha lasciato la direzione dell'Institute of Meteoritics e si è ritirato.
L'attività scientifica di LaPaz si è concentrata nel campo delle meteore, dove è dove è divenuto uno studioso apprezzato in campo internazionale. Ha pubblicato più di 50 articoli scientifici ed ha scoperto e descritto nuovi tipi di meteoriti.

## Indagini ufologiche
LaPaz ha manifestato interessi anche nel campo dell'ufologia. Egli ha riferito di avere osservato per la prima volta un UFO il 10 luglio 1947 in Nuovo Messico. Mentre si trovava in auto con la sua famiglia nei pressi di Fort Sumner, vide un oggetto luminoso sconosciuto che effettuava una specie di oscillazione sopra le nubi. Secondo la sua descrizione, l'oggetto era più luminoso del pianeta Giove ed aveva una forma regolare ed ellittica. LaPaz pensò che si trattava di un oggetto artificiale, forse un nuovo tipo di aereo. L'osservazione di LaPaz è stata descritta in un articolo della rivista Life.
Il nome di LaPaz è stato associato ad alcune investigazioni su avvistamenti di UFO avvenuti negli anni quaranta, anni cinquanta ed anni sessanta.
Alcuni testimoni hanno riferito che LaPaz avrebbe preso parte alle indagini sull'incidente di Roswell del 1947, intervistando alcuni testimoni e ricostruendo la traiettoria dell'oggetto. Tuttavia il ricercatore ufologico Karl T. Pflock ha rilevato alcune incongruenze nel racconto dei testimoni tali da fare dubitare dell'effettivo coinvolgimento di LaPaz nelle indagini sul caso Roswell.
Storicamente documentata è invece la partecipazione di LaPaz alle indagini sugli avvistamenti di bolidi luminosi verdi che si sono verificati in Nuovo Messico fra il 1948 e il 1951. LaPaz ha assistito personalmente ad un avvistamento di bolidi verdi il 12 dicembre 1948 e ha partecipato a due convegni scientifici svoltisi a Los Alamos, in cui si è discusso della natura del fenomeno e si sono poste le basi per un progetto di studio che fu chiamato Progetto Twinkle.
LaPaz ha partecipato marginalmente anche alle indagini sull'avvistamento di Socorro del 1964, intervistando il poliziotto Lonnie Zamora, testimone dell'avvistamento. Dato che sul caso indagava anche l'astronomo Josef Allen Hynek in qualità di componente del Progetto Blue Book, LaPaz ha avuto modo di incontrarlo e di esprimergli le sue opinioni sui bolidi luminosi verdi, che a suo avviso presentavano caratteristiche anomale e non erano stati adeguatamente spiegati dalle indagini ufficiali.